# Općina Cerkno
Općina Cerkno (slo.:Občina Cerkno) je općina na zapadu Slovenije u pokrajini Primorskoj i statističkoj regiji Goriškoj. Središte općine je naselje Cerkno s 1.680 stanovnika. 

## Zemljopis
Općina Cerkno nalazi se na zapadu Slovenije. U središnjem dijelu općine nalazi dolina rijeke Idrijce. Sjeverni i južni dio općine su planinski, Julijske Alpe pružaju se na sjeveru, a planina Javornik na jugu općine.
U općini vlada oštrija, planinska varijanta umjereno kontinentalne klime. Najvažniji vodotok u općini je rijeka Idrijca, koja ovdje teče srednjim dijelom toka, svi ostali vodotoci su mali i njeni su pritoci.

## Naselja u općini
Bukovo, Cerkljanski Vrh, Cerkno, Čeplez, Dolenji Novaki, Gorenji Novaki, Gorje, Jagršče, Jazne, Jesenica, Labinje, Lazec, Laznica, Orehek, Otalež, Planina pri Cerknem, Plužnje, Podlanišče, Podpleče, Poče, Police, Poljane, Ravne pri Cerknem, Reka, Straža, Šebrelje, Travnik, Trebenče, Zakojca, Zakriž

## Vanjske poveznice
- Službena stranica općine